# Chorasan (Provinz)
Chorasan oder Chorassan (auch Khorassan geschrieben, persisch خراسان, DMG Ḫorāsān) war der Name einer iranischen Provinz mit der Provinzhauptstadt Maschhad, die 2004 in Nord-, Süd- und Razavi-Chorasan aufgeteilt wurde (weitere Teile wurden in die Provinzen Yazd und Sistan und Belutschistan integriert). Die Provinzen liegen an der Grenze zu Turkmenistan sowie Afghanistan und entsprechen dem südwestlichen Teil der Großregion Chorasan.

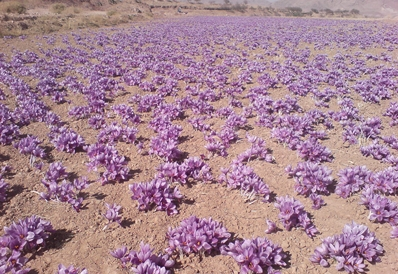
Safran-Feld in Chorasan

Die Bevölkerung Chorasans beträgt ca. 6 Mio., die große Mehrheit davon schiitische Muslime persischer Abstammung. Daneben leben in Chorasan noch mind. 400.000 sogenannte Chorasan-Türken, unter anderem die Afscharen, sowie eine kleine aber bedeutende kurdische Minderheit. Im 17. Jahrhundert hatte der persische Schah Abbas I. 10.000 schiitische Kurden nach Chorasan umgesiedelt, um hier ein Bollwerk gegen die immer stärker werdenden Turkmeneneinfälle zu bilden. Diese Außenprovinz galt auch unter anderem als Verbannungsort oder Rückzugsgebiet.
Aufgrund der offenen und schwer überschaubaren Grenze zu Afghanistan ist die Anzahl afghanischer Staatsbürger und Flüchtlinge in dieser Provinz kaum erfassbar. Man vermutete, dass während des Bürgerkrieges 1979–1989 ca. 2 Mio. Afghanen nach Iran flohen. Heute beträgt die offizielle Zahl nicht eingebürgerter afghanischer Flüchtlinge ca. 800.000, doch dürfte die Zahl bei über 1 Mio. liegen. Die Afghanen, welche in den drei Provinzen leben, sind meistens persischer Herkunft und schiitisch. Sie stammen z. B. aus den Provinzen Herat, Farah (Westafghanistan), Bamiyan oder Nimrus.
Viele persisch-schiitische oder nur schiitische Afghanen, insbesondere aus den Grenzgebieten, haben rege familiäre und sonstige Beziehungen zu Iran gehabt. Entgegen weit verbreiteter Annahmen halten sich Afghanen nicht erst seit dem Bürgerkrieg in der Region auf. Es gab bereits vor 1980 rege Kontakte mit Iran. So sind viele Menschen aus Afghanistan als Saisonarbeiter, Pilger zum Imam-Reza-Schrein, Händler, Studenten (gleich, ob religiös oder weltliche Studienziele) oder als Touristen nach Iran gekommen.

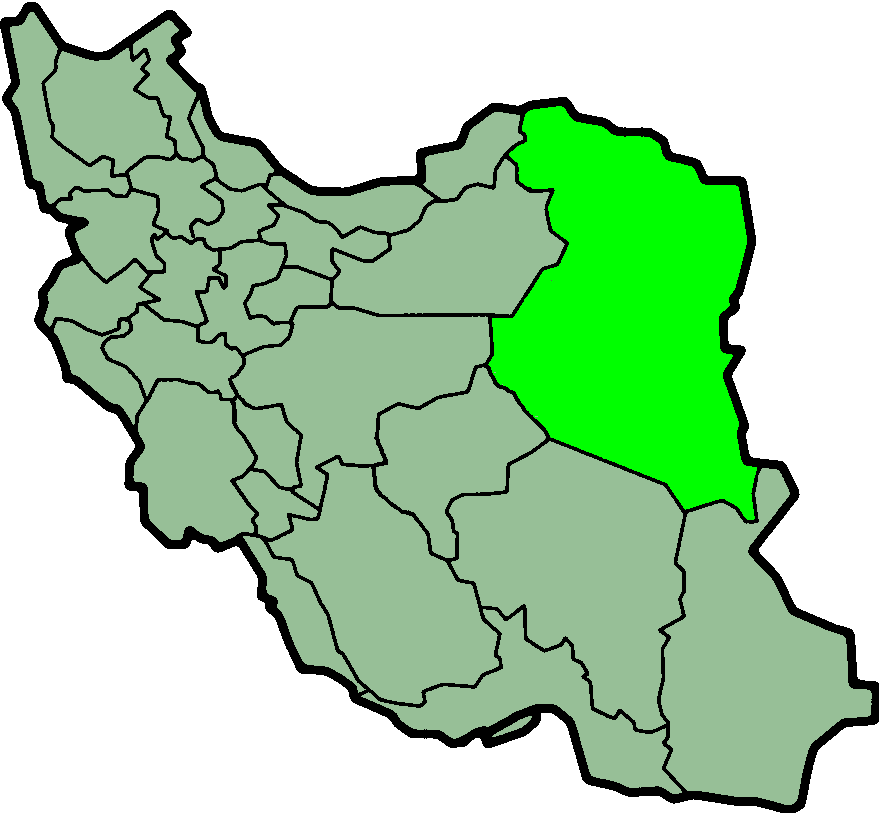
Ehemalige Provinz Chorasan
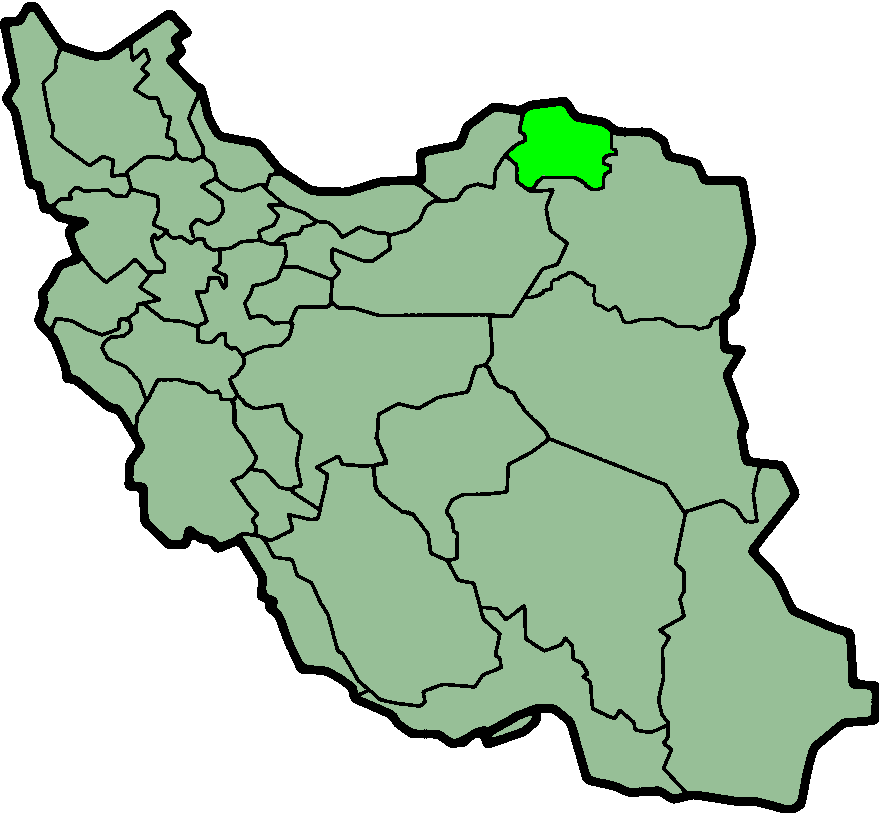
Nord-Chorasan
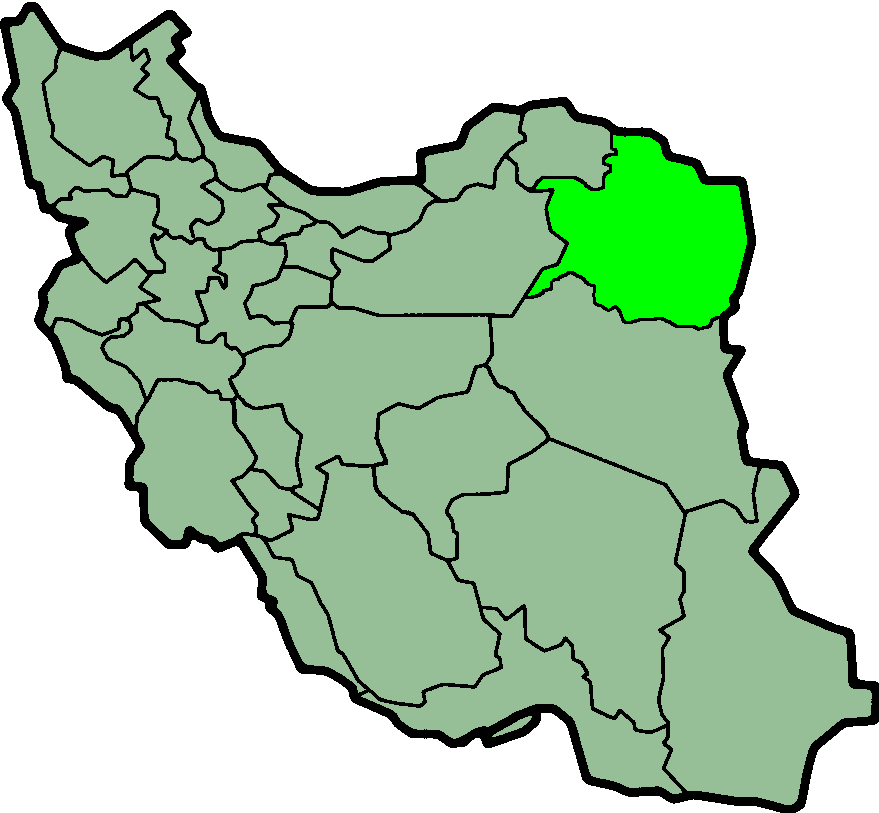
Razavi-Chorasan
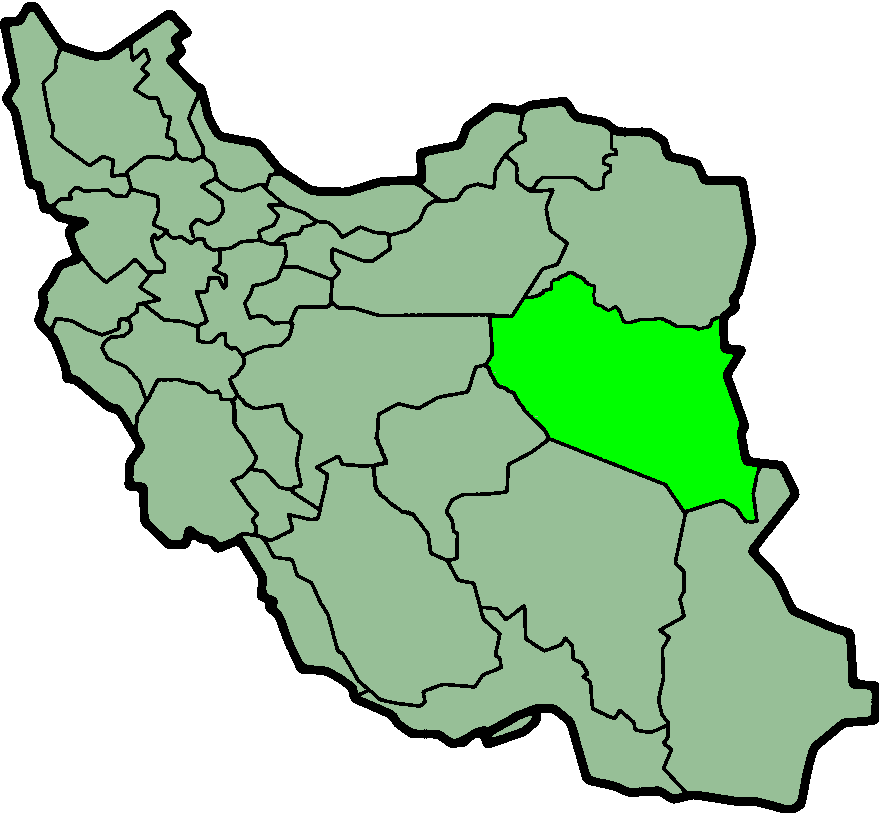
Süd-Chorasan